# Thibaut Vervoort
Thibaut Vervoort (né le 10 décembre 1997) est un joueur belge de basket-ball. Il participe aux Jeux olympiques d'été de 2020.